# Euclides d'Atenes
Euclides d'Atenes (en llatí Eucleides, en grec antic Εὐκλείδης) fou un escultor grec.
Va fer estàtues de marbre pentèlic als temples de Demeter, Afrodita i Dionís, i al temple d'Elítia a Bura a l'Acaia, segons descriu Pausànies. Aquesta darrera ciutat havia estat destruïda per un terratrèmol el 373 aC. Durant la reconstrucció va ser probablement quan va fer la seva obra.